# 赫克特鎮區 (阿肯色州密西西比縣)
赫克特鎮區（英語：Hector Township）是位於美國阿肯色州密西西比縣的一個行政鎮區。

## 地方資料
赫克特鎮區的面積為137.08平方千米，當中陸地面積為133.26平方千米，而水域面積為3.82平方千米。根據2010年美國人口普查的數據，當地共有人口733人，而人口密度為每平方千米5.35人。